# ذباب كبير الرأس
الذباب كبير الرأس (الاسم العلمي: Pipunculidae) هو أحد فصائل رُتبة ذوات الجناحين من الحشرات، تُسمى أيضاً بالذباب ذوات الرأس الكبير، وُصف منها أكثر من 1300 نوع.

## معرض صور

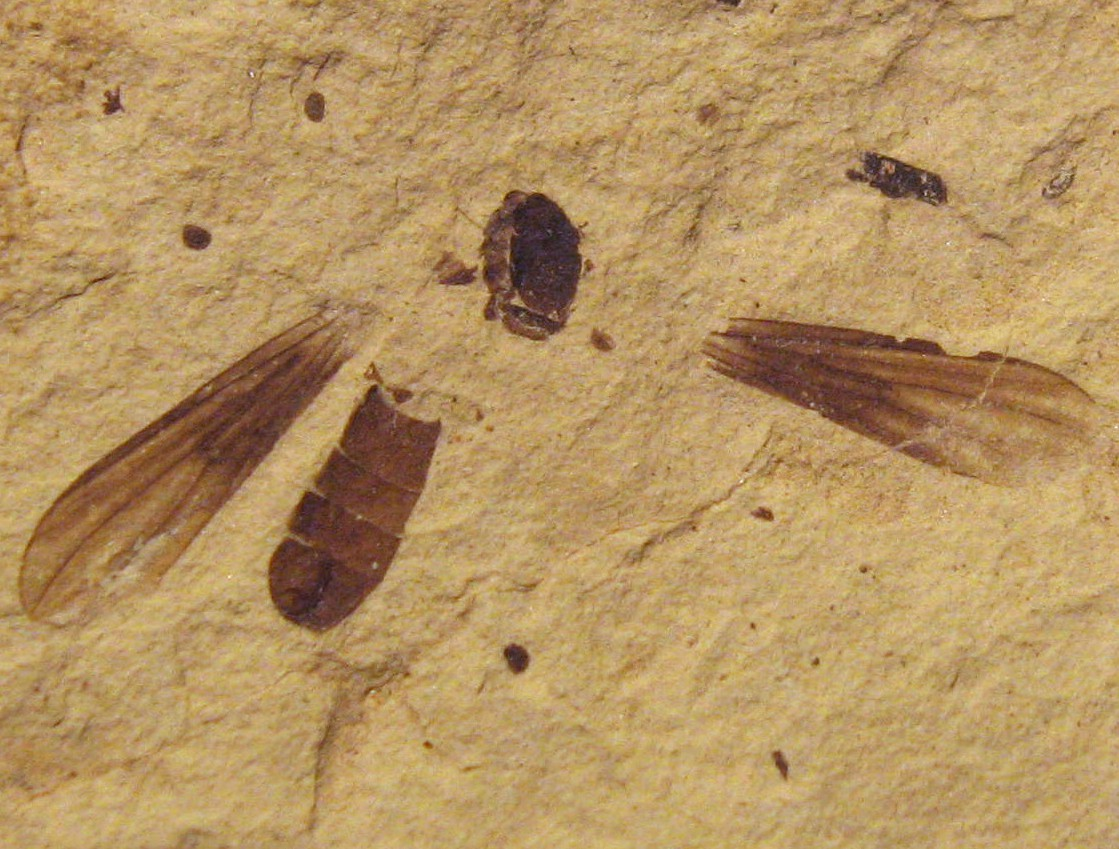
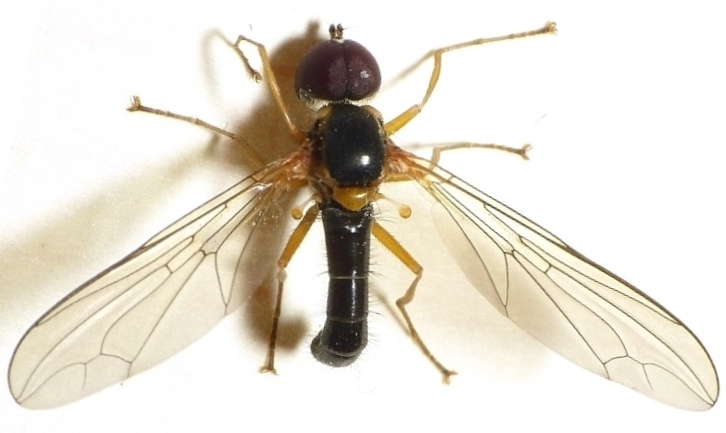
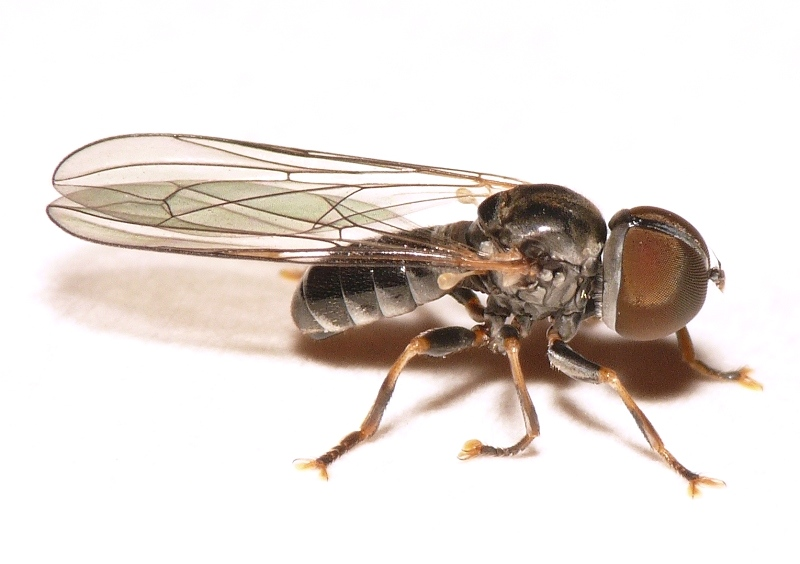
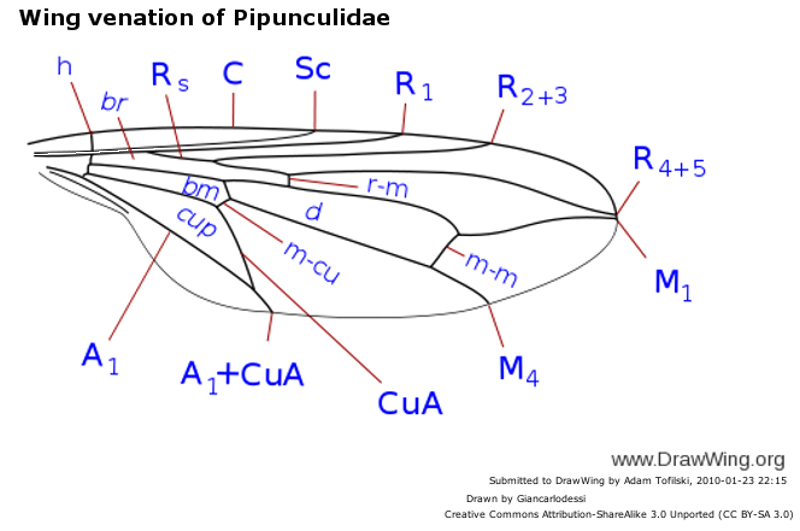